# بخاری گازی
بخاری گازی وسیله‌ای برای گرم کردن داخل ساختمان یا بیرون از آن می‌باشد که با گاز طبیعی یا گاز مایع کار می‌کند. اولین بخاری گازی بر طبق اصول کلی ساخت چراغ بونزن که در یک سال قبل از اختراع بخاری گازی به وجود آمده بود ساخته شد. بخاری گازی اولین بار توسط یک شرکت انگلیسی به نام «پیتیت و اسمیت» در سال ۱۸۵۶ ساخته شد. شعله بخاری هوا را به‌طور موضعی گرم می‌کند و سپس به وسیله قانون انتقال گرما در هوا، کل هوای اتاق گرم می‌شود. هم‌اکنون از بخاری گازی در کشورهای غربی برای گرم کردن محیط‌های خارج از ساختمان همچون گلخانه و پاسیو استفاده می‌شود.
در آغاز سال ۱۸۸۱ میلادی در ساختمان مشعل شعله بخاری از پنبه نسوز استفاده می‌گردید که این طرح یک مهندس انگلیسی به نام «سیگسموند لیونی» بود. اما بعدها خاک نسوز جای پنبه نسوز را گرفت٬زیرا استفاده از آن در قالب ریزی راحت‌تر بود. در بخاری‌های گازسوز امروزی نیز هنوز از همین شیوه استفاده می‌گردد اگرچه از مواد نسوز دیگری نیز استفاده می‌شود.
بخاری‌های گازی امروزی بیشتر به این خاطر به وجود آمدند تا وسیله‌ای گرما ساز باشند و جای وسایلی مثل چراغ بونزن را بگیرند بلکه کارایی شان بیشتر باشد. چراغ بونزن از طریق انتقال گرما هوا را گرم نمی‌کند اما با این همه در میان مردم بیشتر ترجیح داده می‌شود. مخصوصاً که این وسیله برای گرم کردن محیط‌های بیرون از ساختمان بسیار مفید می‌باشد و به بخاری گازی برای گرم کردن فضاهایی که به علت بزرگی استفاده از بخاری گازی غیر اقتصادی است ترجیح دارد.
با توجه به پیشرفت تکنولوژی، مهندسان در تلاشند که مانع مصرف بسیار زیاد بخاری های گازی و افزایش راندمان شوند.
بخاری های گازی در انواع مختلفی تولید می شوند، که می توان به دودکش دار و بدون دودکش اشاره کرد، راندمان بخاری های بدون دودکش بالاتر از بخاری های دودکش دار می باشد.